# Гончаров, Сергей Михайлович
Серге́й Миха́йлович Гончаро́в (21 апреля 1862 — 23 июня 1935, Москва) — русский и советский архитектор, один из ярких представителей московского модерна, автор многочисленных построек в Москве.

## Биография
С. М. Гончаров — потомок известной дворянской семьи Гончаровых. Его прадед Н. А. Гончаров являлся отцом Н. Н. Пушкиной. С. М. Гончарову принадлежала родовая усадьба Гончаровых в Большом Палашёвском переулке, перестройка которой стала одной из первых самостоятельных работ архитектора.
С 1879 по 1886 годы учился Московском училище живописи, ваяния и зодчества, окончив его со званием классного художника архитектуры. По всей видимости, выполнять заказы начал ещё в период обучения — в 1911 году Гончаров праздновал 25-летие своей архитектурной деятельности. После окончания училища был назначен участковым архитектором. С 1894 года состоял почётным старшиной при Московском совете детских приютов с обязанностью бесплатно выполнять архитектурные работы по приютам. С 1895 года — почётный старшина Долгоруковского приюта. В 1898—1904 годах служил техником Строительного отделения Московского Губернского Правления. Имел собственную архитектурную контору, в которой работал архитектор С. Д. Кучинский. После октябрьской революции имел лишь случайные архитектурные заказы.
Гончаров серьёзно увлекался живописью, что выразилось в декоративности многих его построек. Отец художницы Н. С. Гончаровой. С 1910 года жил в собственном доме в Трёхпрудном переулке, 2.

## Постройки
- Собственный жилой дом (1885, Москва, Большой Палашёвский переулок, 7)[Комм 1];
- Дом В. К. Кеслер (1885, Москва, Малая Грузинская улица), не сохранился;
- Городская усадьба Я. Ипатова-Малютина (1887, Москва, Нижняя Красносельская улица, 40, стр. 11)[5];
- Особняк А. К. Шлиппе (1893, Москва, Староконюшенный переулок, 10/10, во дворе), не сохранился;
- Особняк Болотновых (кон. 1890-х, Москва, Улица Щепкина, 24);
- Доходный дом (1900, Москва, Вспольный переулок, 18), ценный градоформирующий объект[5];
- Правая пристройка и надстройка собственного жилого дома с изменением фасада, возведение флигеля (1901, Москва, Большой Палашёвский переулок, 7);
- Доходный дом Капырина (1901, Москва, Первая Тверская-Ямская улица, 16);
- Отделка Аукционного зала Общества Сельских хозяев и ресторана при нём (1901, Москва);
- Выставочное здание с манежем для конных аукционов Хемледельческой школы Императорского Общества сельского хозяйства (1902, Москва, Земледельческий переулок, 20), перестроено;
- Доходный дом А. П. Лебедева (1905, Москва, Садовая-Каретная улица, 22), ценный градоформирующий объект[5];
- Доходный дом (1906, Москва, Третья Тверская-Ямская улица, 30);
- Доходный дом (1906, Москва, Четвёртая Тверская-Ямская улица, 29);
- Особняк А. В. и В. В. Новиковых (1907; совместно с арх. Л. Ф. Даукшей, Москва, Улица Большая Полянка, 45)[6];
- Дом В. И. Синицына (1908, Москва, Садовая-Триумфальная улица, 12);
- Доходный дом А. И. Синицына (1909, Москва, Благовещенский переулок, 3);
- Постройка во владении М. П. Шмелёва (1909, Москва, Пятый Монетчиковский переулок);
- Доходный дом В. П. Смирнова (1910, Москва, Пятницкая улица, 65);
- Постройка во владении Ф. А. Васильева (1910, Москва, Малый Ивановский переулок, 9);
- Доходный дом В. И. Донского (1911, Москва, Староконюшенный переулок, 41);
- Дом П. И. Жукова (1911, Москва, Второй Брянский переулок), не сохранился;
- Надстройка двух корпусов во владении Голицына (1911, Москва, Большой Черкасский переулок, 9);
- Доходный дом А. Н. Чаброва — Е. С. Кулешовой (1912, Москва, Протопоповский переулок, 20)[7];
- Доходный дом Г. Г. Солодовникова (1912—1914, Москва, Лебяжий переулок, 6);
- Синематограф (Электротеатр) и театр миниатюр во владении Г. Г. Солодовникова (1912—1914, Москва, Пречистенская набережная, 1, левое строение);
- Доходный дом Е. Ф. Фроловой (1913—1914, Москва, Переулок Огородная Слобода, 14);
- Службы во владении И. Д. Денисова (1914, Москва, Малая Екатерининская улица), не сохранились;
- Доходный дом Ф. И. Синицына (1914, Москва, Тверская улица), не сохранился;
- Церковь Святой Троицы и дом причта на средства Синицына (1915—1916, Щёлково, Пролетарский проспект, 8);
- Доходный дом В. А. и Н. А. Савельевых (1915—1916, Москва, Староконюшенный переулок, 39);
- Перестройка здания Зоотехнического института (1926, Москва, Смоленский бульвар, 19).
- Главный дом имения Ф. А. Васильева в Архангельском (Скобеево), 1907 год, Москва, поселение Воскресенское.

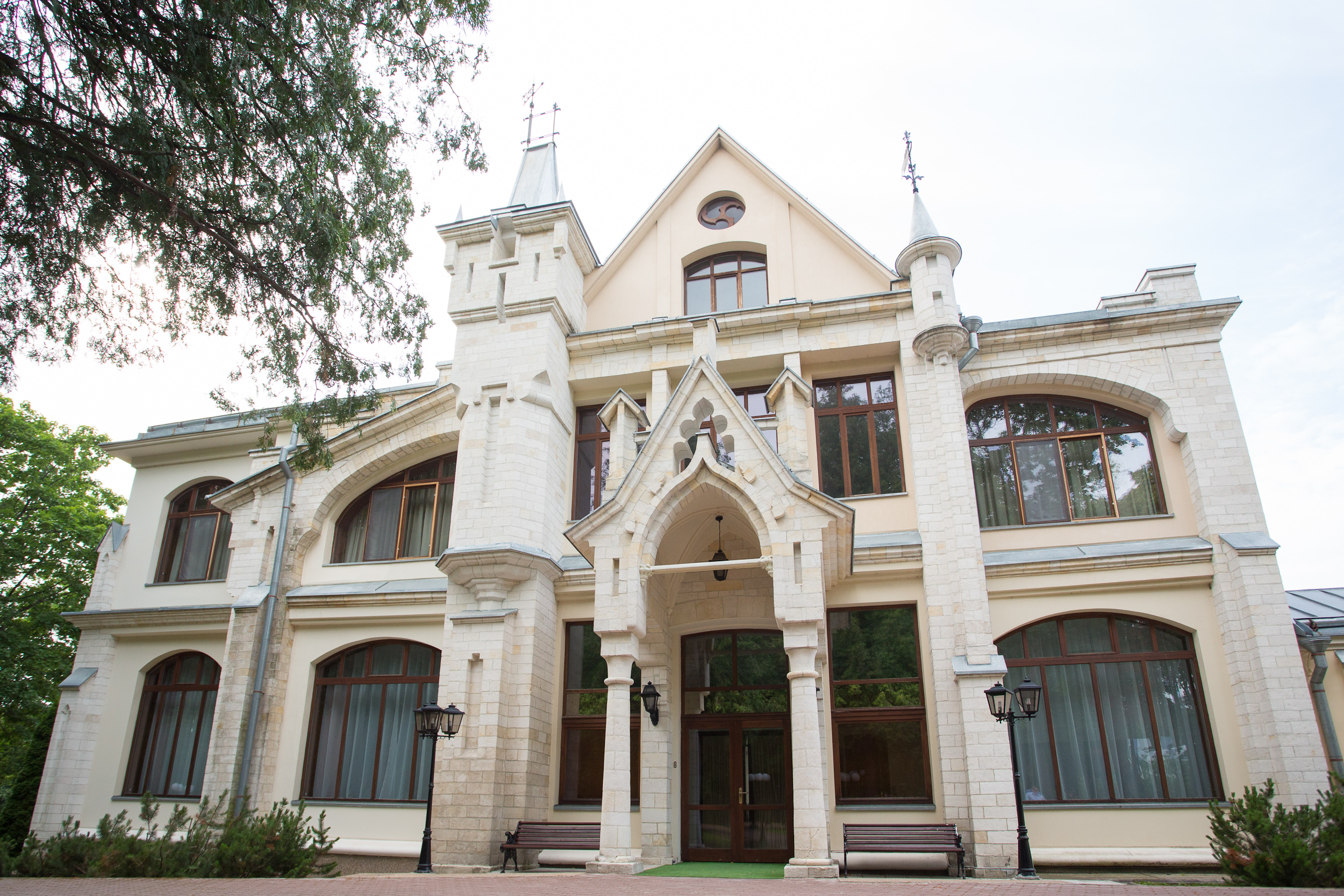
Главный дом имения Ф. А. Васильева

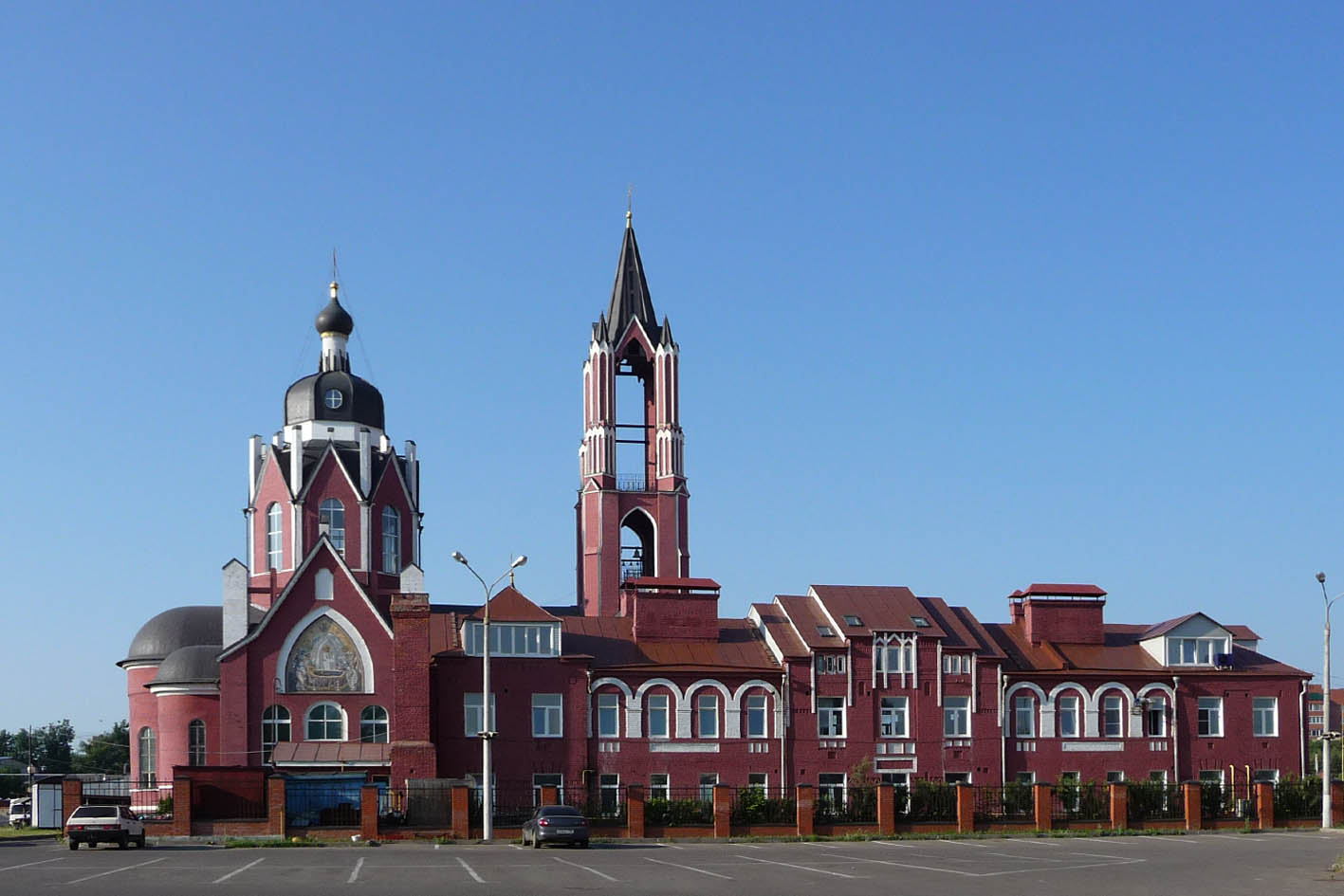
Церковь Святой Троицы в Щёлково
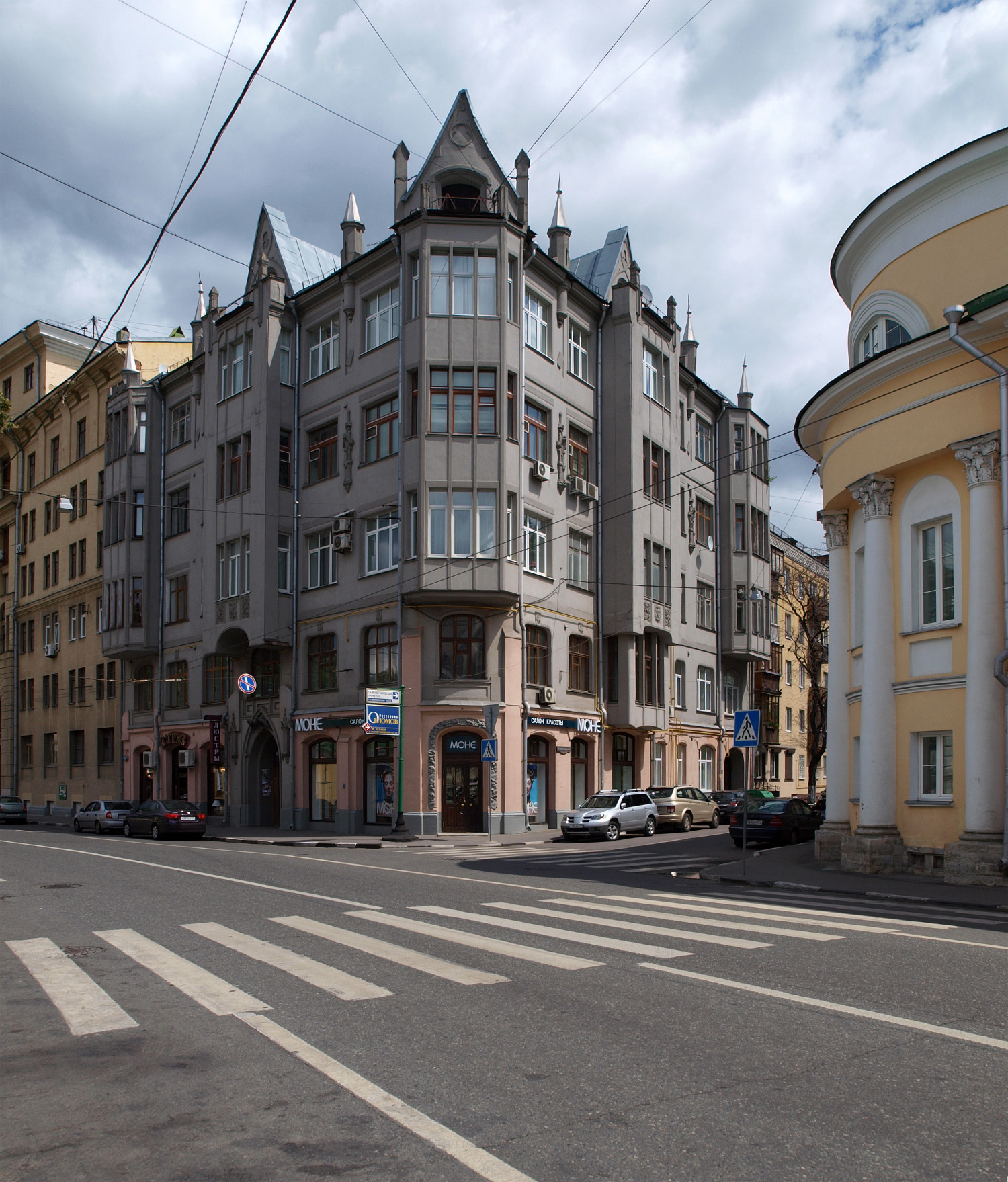
Доходный дом В. П. Смирнова на Пятницкой улице
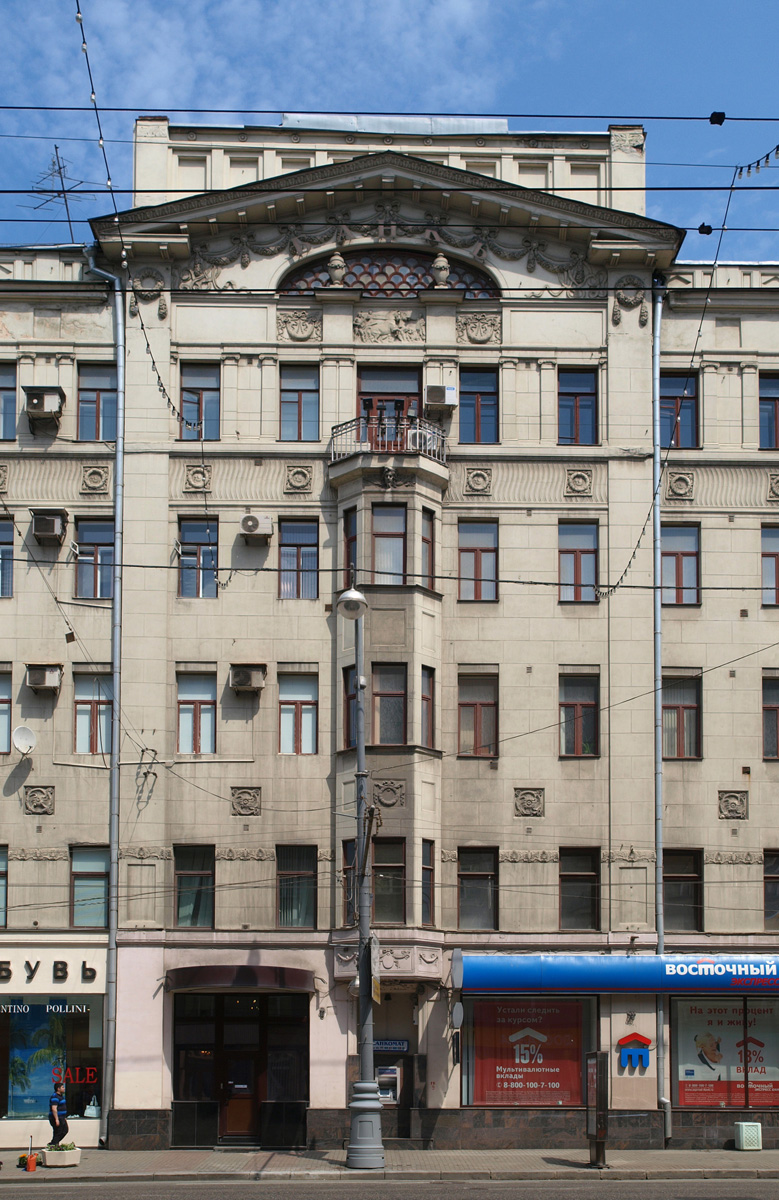
Доходный дом Капырина  на Первой Тверской-Ямской улице

## Комментарии
1. ↑  Здесь и далее проекты и постройки даны по М. В. Нащокиной, с необходимыми дополнениями и уточнениями.